# 叛逆性ミリオンアーサー (ゲーム)
『叛逆性ミリオンアーサー』（はんぎゃくせいミリオンアーサー、HAN-GYAKU-SEI Million Arthur）は、スクウェア・エニックスのオンラインRPG。
『拡散性ミリオンアーサー』から展開しているミリオンアーサーシリーズの一つで、2018年2月6日にミリオンアーサーシリーズ 新プロジェクトの一つとして発表された。

## 概要
『交響性ミリオンアーサー』と同時発表された新規タイトルで、ジャンルはアニメオンラインRPG（MMORPG）。開発はスクウェア・エニックス、NetEase。中華圏で先行配信、2018年11月29日より日本国内サービス開始。何者かによって過去の歴史が改変されたことにより、破滅に向かう未来のブリテンを救うため、未来の世界から過去へと派遣された6人のエージェントアーサーと6人の妖精の物語。時代設定は「拡散性」や「乖離性」と同じ時間軸の世界となっている。
2019年9月30日をもってサービスを終了。

## 登場キャラクター

### アーサー
団長アーサー
声 - 雨宮天
破滅に向かう未来の世界のブリテンを救うため、過去へと派遣されたエージェントアーサーの一人。大剣型のエクスカリバーを扱う。しっかり者で、チームの和を保つことを優先させる。武門の家系の生まれ。
閣下アーサー
声 - 花江夏樹
破滅に向かう未来の世界のブリテンを救うため、過去へと派遣されたエージェントアーサーの一人。魔導書型のエクスカリバーを扱う。性格は尊大な俺様気質。富豪アーサーのことを偉大な英雄だと尊敬している。エージェントアーサーとしての任務だけでなく、ある「一族」としての任務もあるらしい。
山猫アーサー
声 - 竹達彩奈
破滅に向かう未来の世界のブリテンを救うため、過去へと派遣されたエージェントアーサーの一人。重火器型のエクスカリバーを扱う。エリート意識は人一倍で強がりな一面も。歌姫アーサーの大ファンで、その歌は未来の彼女の故郷の国でも歌い継がれていた。自身の過去の境遇も相まって、「裏切りの騎士」とレッテルを貼られたモードレッドにシンパシーを感じている。
流浪アーサー
声 - 中村悠一
破滅に向かう未来の世界のブリテンを救うため、過去へと派遣されたエージェントアーサーの一人。二丁拳銃型のエクスカリバーを扱う。エージェントとして腰を落ち着けるまでは、漠然と流離って生きていたことから「流浪」の名を得る。クールで達観している色男だが、美女を見ると口説きだすのが玉に瑕。
錬金アーサー
声 - 水瀬いのり
破滅に向かう未来の世界のブリテンを救うため、過去へと派遣されたエージェントアーサーの一人。ハンマー型のエクスカリバーを扱う。孤児として各地を転々とし、様々なアルバイトをしていた。ブリテンの歴史や伝承に詳しく、一度語り出すと止まらなくなる。
鉄拳アーサー
声 - 柿原徹也
破滅に向かう未来の世界のブリテンを救うため、過去へと派遣されたエージェントアーサーの一人。ガントレット型のエクスカリバーを扱う。一見は脳筋タイプだが、仲間のことをしっかり考えて行動している。

### サポート妖精
ナックラヴィ
声 - 茜屋日海夏
リーダー専属の妖精として派遣された団長アーサーのサポート妖精。母親のように面倒見の良い妖精。団長と相性が良く、思いっきり依存されている。
ブリギッテ
声 - 芹澤優
閣下アーサーのサポート妖精。アーサー達を先輩扱いしており、後輩めいた口調で話す。閣下アーサーが心を許す数少ない相手。
クーピー
声 - 東山奈央
山猫アーサーのサポート妖精。天然女子ぶってはいるが、全ては緻密な計算で演出された疑似天然。自分が一番カワイイ存在でありたいと思っている。
ベトール
声 - 日高里菜
流浪アーサーのサポート妖精。非常に知性が高く優秀であるが故に発言がドSで厳しい。だが、意外と情にはもろい。
ボダッハ
声 - 三森すずこ
錬金アーサーのサポート妖精。自分を優秀だと思っているが少々抜けている所があり、少しポンコツ気味。錬金がツッコミ役。
ティターニア
声 - 高橋李依
鉄拳アーサーのサポート妖精。鉄拳とコンビを組む前はあるアーサー候補の青年のパートナー妖精だった。かつての主と鉄拳を比べてしまうことがある。最近、鉄拳と息が合ってきたことを内心嬉しく思っている。

### 他キャラクター
聖母アンナ
声 - 大久保瑠美
外敵による侵攻と塩化による被害が合わさって、廃墟と化したリエンス領で出会った謎の少女。自分のことを「はぐれた物語」であるという。3人の聖母のうち伝説を収束させる聖母。
聖母マトローナ
声 - 能登麻美子
断絶の時代から各地に散らばった遺物の探索と管理を目的としてきた一族「我々」の女王。3人の聖母のうち伝説を氾濫させる聖母。
聖母ディアナ
声 - 悠木碧
ソールズベリーの遺跡で出会った謎の少女。茨の冠で列聖化した歌姫アーサーの歌によって目覚めた。3人の聖母のうち伝説を終わらせる聖母。
聖パトリック
声 - 佐々木省三
マーリンと全く同じ見た目の謎の人物。マーリン本人であればニムエにより幽閉されているはずだが……。
ベディヴィア
声 - 久野美咲
聖パトリックを「王」として付き従い、行動している騎士。見た目は小さい幼女だが、戦闘力は高い。
傭兵アーサー
声 - 阿部敦
ヘヴリディーズの4人のアーサーの1人。ハッグの大群を1人で倒してしまうくらい戦闘力が高い。常に仲間のことを気にかけている心優しきアーサー。
富豪アーサー
声 - 岡本信彦
ヘヴリディーズの4人のアーサーの1人。戦争が終わりいつかブリテンに平和が訪れた時のために将来の交易を見据えた行動を忘れない。閣下アーサーから尊敬の眼差しを向けられている。
盗賊アーサー
声 - 佐倉綾音
ヘヴリディーズの4人のアーサーの1人。列聖王に支配されたキャメロットの状況の調査に来ているところで、エージェントアーサー達と出会う。4人の中で1番身軽で素早く、おとり役や潜入役を任されることが多い。
歌姫アーサー
声 - 内田真礼
ヘヴリディーズの4人のアーサーの1人。彼女の歌は、遠く未来の山猫アーサーの故郷の国でも歌い継がれていた。ソールズベリーの遺跡で茨の冠に触れて列聖化してしまう。
スカアハ
声 - 坂本真綾
ヘヴリディーズのアーサー達を率いている教官である魔女。プリドヴェンのアーサー達をいち早く未来から来たアーサーと見抜いていた。キャメロットの列聖王に対抗する方法を知るためにプリドヴェンが持つ技術や知識を頼ろうとしている。
ウアサハ
声 - 金元寿子
スカアハが城の家事全般を任せているメイドの妖精。スカアハが扱っているスパコン「ドン＝クアルンゲ」とも深い繋がりがある。
ファルサリア
声 - 茅野愛衣
ストーリー開始時点で聖母による原因不明のウイルスにより、彼女本来の力を封じられた状態。(アーサー達が過去に来る前に何があったのかは不明)
ペラムにより塩化兵器「聖母砲スターバトマーテル」がヘヴリディーズへと撃ち込まれた際に、最後の力を振り絞り防いだが、代わりに半機能停止状態になってしまった。
モードレッド
声 - 福山潤
全アーサーの因子とそれを束ねるモルゴースの因子によって対アーサー用に製造された騎士。裏切りを運命付けられた騎士であったが、今は王国の審判役としてブリテンの運命を見守っている。マーリンがウーサーとキャメロットを奪い、何かを企んでいるのではないかと思い、丘陵キャムランに帰還。見た目が全く同じ聖パトリックをマーリンだと思い込んでいる。
アーサー 剣術の城
声 - 宮野真守
プリドヴェンのアーサー達が学ぶ、全ての武術の基本を作ったとされているアーサー。丘陵キャムランにて現れた彼は、聖パトリックがとある実験のために用意した因子を複製した偽物であり、終焉の槍ロンゴミドを与えられ、列聖化させられていた。
リエンス王
声 - 勝杏里
自らの領地が「塩化」して塩の大地と化した原因にもなっている列聖化させられ暴走しているリエンス王。
ウーサー・ペンドラゴン
声 - 佐藤拓也
本来は第一期戴冠作戦の失敗をもって廃棄された騎士であるが、歴史改変の影響を受け、キャメロットの玉座に出現。因子を複製した騎士ではなく、本物。本人は「生ける王」であり、「生ける竜」であると言う。
ロット王
声 - 置鮎龍太郎
何者かによって聖遺物を与えられ、列聖したロット王。新しいブリテンにはエクスカリバーもアーサーも不要であると、アーサー達に戦いを挑んでくる。
ガヘリス
声 - 浪川大輔
乗っ取られたキャメロットに出現した騎士。
ケイ
声 - 松風雅也
キャメロットで出会った謎の男。アーサー達に何かと情報提供してくれる。プリドヴェンにまつわる作戦の内容を知っているようだが……真の目的は不明。
ペラム
声 - 森川智之
断絶の時代から各地に散らばった遺物の探索と管理を目的としてきた一族「我々」の長。聖母マトローナによって戦術塩化兵器としての力を与えられた「聖槍」により列聖し、列聖ロンギヌスとなった。
パーシヴァル
声 - 花澤香菜
ペラムや聖母マトローナに付き従い、行動している「我々」の一員。戦闘力はかなり高い。
メイヴ
声 - 豊崎愛生
「我々」と手を組み、列聖したコナハトの女王。城の奥にカラティンを侵入させるため、女王自らおとり役になっていた。
カラティン
声 - 安元洋貴
コナハトの提督。メイヴと同じく、城の内部への侵入はパーシヴァルに治療中のファルサリアを誘拐させるための陽動だった。
コルム
声 - 悠木碧
拠点用の妖精を生み出す過程で猫が紛れ込み誕生した妖精のようで妖精ではない存在。任務やプリドヴェンでの私生活をサポートしてくれる。
トマス・マロリー
声 - ？
プリドヴェンを創設した魔法使い。限られた人物の前しか姿を見せない用心深い人物で、エージェントアーサーの中で唯一姿を見たことがある団長アーサーいわく見た目は聖パトリックによく似ているらしいが……。

## 主題歌
オープニングテーマ「REBELLION」
歌：水樹奈々
作詞：しほり / 作曲：高尾奏之介 / 編曲：加藤裕介
アニメーションPVテーマ「永遠のファラタイト」
歌：竹達彩奈
作詞：悠希 / 作曲：Another Infinity / 編曲：Starving Trancer
エンディングテーマ「わんだぁ☆かりばぁ」
歌：ナックラヴィ(茜屋日海夏)、ティターニア(高橋李依)、ブリギッテ(芹澤優)、クーピー(東山奈央)、ボダッハ(三森すずこ)、ベトール(日高里菜)
作詞・作曲・編曲：mikito

## スタッフ・キャスト
- プロデューサー - 岩野弘明、内田久敬
- シナリオ原案/監修 - 鎌池和馬[4]
- 音楽 - ひぐうみSound（dai、zts、xaki、ラック眼力、Morrigan）[4]
- メインキャラクターデザイン - NIL、モフ[4]
- ディレクター - 下城雅明
- アートディレクター - 豊田洋輔
- キービジュアルイラストレーター - 牛木義隆
- 主題歌制作プロデュース - キングレコード株式会社
- 音響制作 - 株式会社奏、小泉紀介
- エンディングアニメーション制作 - 株式会社ポイント・ピクチャーズ[7]
- EDディレクター/演出/原画/コンポジット - 村澤晴海
- 作画監督 - MANASITA
- CG - 蜂屋雅幸
- 制作管理 - 高橋真
- アニメーションPV制作 - 株式会社MAPPA
- エンディングテーマプロデュース/アニメーションPVテーマプロデュース - エグジットチューンズ株式会社
- グラフィック制作 - 株式会社アメイジア、株式会社キュービスト、株式会社ジースタイル、株式会社ミリアッシュ
- 背景グラフィック制作 - 株式会社メテオライズ[8]
- シナリオ制作 - 有限会社月光 [1]、株式会社ミカガミ
- タイトルロゴデザイン - 有限会社BALCOLONY.

株式会社スクウェア・エニックス
- プロダクションエグゼクティブ - 松田洋祐、西角浩一
- エグゼクティブプロデューサー - 藤井聖士
- ディビジョン・エグゼクティブ - 渡邉勇樹
- シニアマネージャー - 渡邉典子
- マネージャー - 笠井正彦
- プロモーションリードプランナー - 木暮隆夫
- プロモーションプランナー - 芦原優子、室田静代、小宮慎平
- テクニカルディレクター - 大西康成、山本啓介、陳華
- アートデザイナー - 窪洋一、三木真宏、小幡怜央、長谷川靖、山下頌人、

ヴィジュアルワークス部
- ジェネラル・マネージャー/ディレクター - 生守一行
- アシスタントディレクター - 大山瑠理
- プロダクションコーディネーター - 手老祐香、石塚佳奈子、西堀槙、村田和華子
- デジタルアーティスト - 田所周三、小竹良欣、中村直樹、齋藤邦明、河原井康友、西中寛、Rahou Rabia、佐藤香
- 編集 - 宮岡悠介、井川康弘
- プロダクション・エンジニア - 河合裕文、宮崎圭介、長浜健、佐藤克則

サウンド部　　　　
- サウンドディレクター - 内村英樹
- サウンドデザイナー - 白銀大樹、平野友理
- プロジェクトマネージャー - 濱本一希
- プロジェクトアシスタント - 栄優子、軽部志保子、土屋文子

Special Thanks
- 鈴木大地、神戸駿、山﨑裕介、河村雄大、琢磨尚文、古川雄樹、下林公大、加島直弥、明石佳久、李政誠、大西康成、山本啓介、陳華、陳成、ソウニ、吉田寛史、中辻美緒、住野谷憲、渡邉典子、木暮隆夫、室田静代、芦原優子、笠井正彦、小宮慎平

- キャラクターボイス[4]
雨宮天 - 団長アーサー
茜屋日海夏 - ナックラヴィ
阿部敦 - 傭兵アーサー
内田真礼 - 歌姫アーサー
大久保瑠美 - 聖母アンナ
岡本信彦 - 富豪アーサー
置鮎龍太郎 - ロット王
柿原徹也 - 鉄拳アーサー
加隈亜衣 - エージェント・エリー
勝杏里 - リエンス王
金元寿子 - ウアサハ
神谷浩史 - 塩化ランスロット(カオシック古代騎士)
茅野愛衣 - ファルサリア
久野美咲 - ベディヴィア
坂本真綾 - スカアハ
櫻井孝宏 - エージェント・クラッシュ
佐倉綾音 - 盗賊アーサー
佐々木省三 - 聖パトリック
佐藤拓也 - ウーサー・ペンドラゴン
芹澤優 - ブリギッテ
高橋李依 - ティターニア
竹達彩奈 - 山猫アーサー
茅原実里 - エージェント・ドナ
東山奈央 - クーピー
豊崎愛生 - メイヴ
中田譲治 - エージェント・ブラヴォ
中村悠一 - 流浪アーサー
浪川大輔 - ガヘリス因子聖騎士
能登麻美子 - 聖母マトローナ
花江夏樹 - 閣下アーサー
花澤香菜 - パーシヴァル
日高里菜 - ベトール
福山潤 - モードレッド
松風雅也 - ケイ
水瀬いのり - 錬金アーサー
三森すずこ - ボダッハ
宮野真守 - アーサー 剣術の城(因子コピー)
森川智之 - ペラム(列聖ロンギヌス)
安元洋貴 - カラティン
悠木碧 - 聖母ディアナ、コルム

- 公式サイトに収録ボイスはあるが、本編未登場[4]
佐藤利奈 - アーサー 技巧の場
釘宮理恵 - アーサー 魔法の派

## 操作
- 操作はバーチャルパッドで行う。
- 移動はジョイスティック。
- 攻撃はデッキの5つのスロットにセットした騎士カードが配置されたボタン(アクションコマンド)で行う。
- 騎士カードにはボタンを再度押せるようになるまでの待ち時間(CD：クールダウン)が設定されている。